# 1914 (группа)
1914 — украинская метал-группа, основанная в 2014 году во Львове. Творчество коллектива сосредоточено полностью на тематике Первой мировой войны, а годом её начала была названа сама группа. Музыкально творчество 1914 объединяет в себе звучание дум-, блэк- и дэт-метала.

## История
Группа была основана в конце лета/начале осени 2014 года во Львове из музыкантов, уже имевших музыкальный опыт и игравших в различных украинских музыкальных группах ( Skinhate, Ambivalence, Johny B Gut, Stalag 328, Disentrail, Ratbite, Toster). В 2015 году группа выпустила свой дебютный альбом Eschatology of War на лейбле Archaic Sound. Спустя три года вышел второй альбом The Blind Leading the Blind. Он получил положительные отзывы музыкальной прессы и вскоре 1914 подписали контракт с лейблом Napalm Records. На этом лейбле в 2021 году был выпущен третий альбом Where Fear and Weapons Meet, который также получил похвалу критиков и позже был включён в несколько списков лучших альбомов года.

## Состав
Текущий состав
- 2-я дивизия, 147-й пехотный полк, старший лейтенант Дитмар Кумарберг (наст. имя Дмитрий Тернущак) — вокал (2014—наст. время)
- 37-я дивизия, полк полевой артиллерии № 73, вахтмистер Лиам Фессен (наст. имя Алексей Фисюк) — гитара (2014—наст. время)
- 5-я дивизия, Уланенский полк №3, сержант Виталис Винкельхок (наст. имя Виталий Виговский) — гитара (2015—наст. время)
- 9-я дивизия, гренадерский полк № 7, унтер-офицер Армин фон Хайнессен (наст. имя Армен Оганесян) — бас-гитара (2014—наст. время)
- 33-я дивизия, 7-й тюрингский пехотный полк. № 96, рядовой Расти Потоплахт (наст. имя Ростислав Потопляк) — ударные (2016—наст. время)

Бывшие участники
- ст. лейтенант Серж Рассел (рота С, 306-й пулеметный батальон) (наст. имя Сергей) — ударные (2014—2016)
- сержант Эндрю Найфман (157-й полк полевой артиллерии\40-я пехотная дивизия) (наст. имя Андрей Резников) — гитара (2014—2015)
- 5-я дивизия, Уланен-полк №3, сержант Базиль Лагенндорф (наст. имя Василий Лагодюк) — гитара (2015)

## Дискография
Студийный альбомы
- Eschatology of War (2015)
- The Blind Leading the Blind (2018)
- Where Fear and Weapons Meet (2021)

Другие релизы
- Ich hatt einen Kameraden (2016, сплит с Minenwerfer)
- Eschatology of War / Für Kaiser, Volk und Vaterland (2016, сборник)
- Für Kaiser, Volk und Vaterland! (2016, мини-альбом)
- Live@Electric Meadow 2015 (2022, Live Album)

Синглы
- «Caught in the Crossfire» (2014)
- «Frozen in Trenches (Christmas Truce)» (2014)
- «Zeppelin Raids» (2015)
- «Stoßtrupp 1917» (2017)
- «…and a Cross Now Marks His Place» (2021)
- «Pillars of Fire (The Battle of Messines)» (2021)
- «FN .380 ACP#19074» (2021)
- «Flammenwerfer vor!» (2022)